# 不発弾処理 (自衛隊)

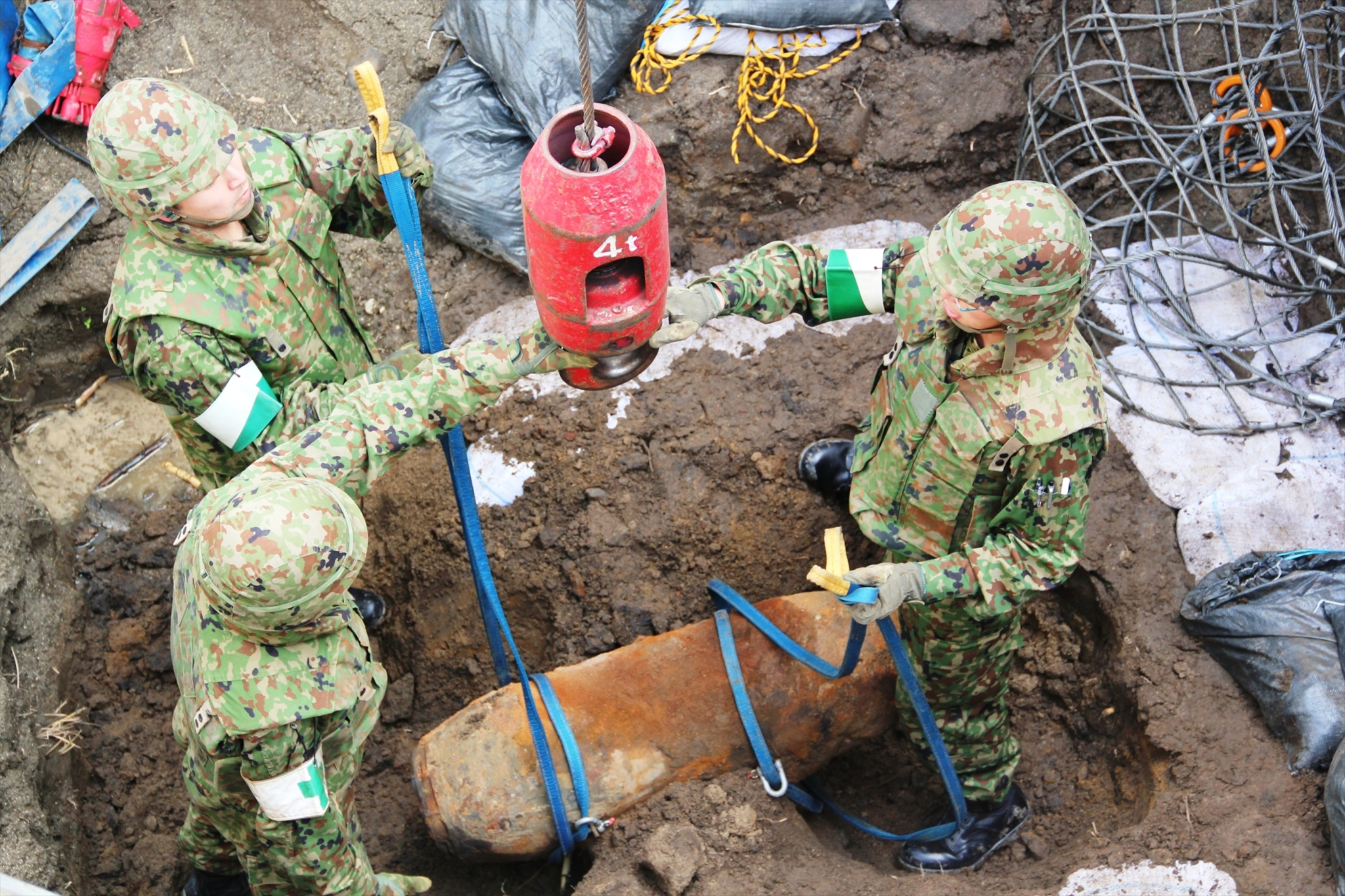
不発弾処理を行う陸上自衛隊（2012年11月、仙台空港）

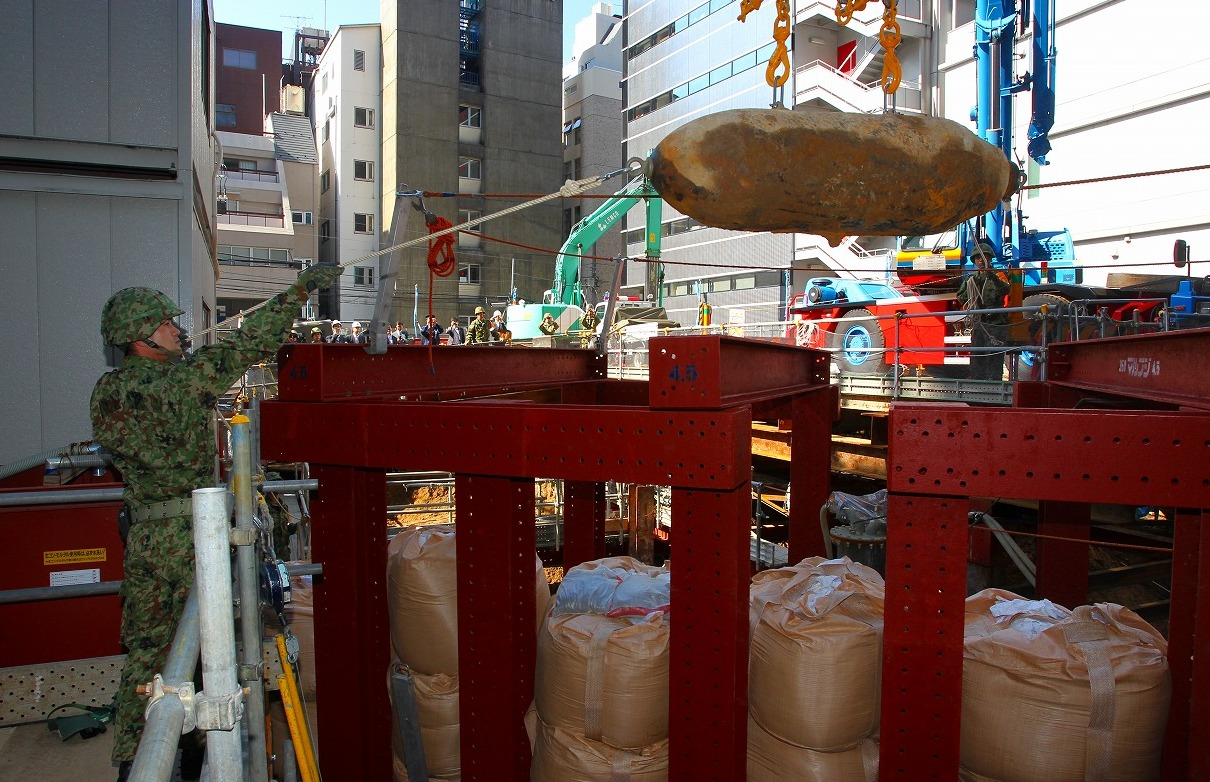
市街地での不発弾処理。信管を抜き安全化した500ポンド焼夷爆弾（2012年10月21日 東京都港区元赤坂）

自衛隊が行う不発弾処理（ふはつだんしょり）は、自衛隊法附則第14条により定められた業務のひとつ。発見された不発弾を処理し、除去する業務である。第二次世界大戦後、通商産業省等が行ってきた業務を引き継ぎ、1958年（昭和33年）より自衛隊が不発弾処理を行うようになった。原則として、陸上で発見された不発弾及び漂着機雷等は陸上自衛隊が処理し、浮遊機雷や海上自衛隊が直接通報を受けた漂着機雷等は海上自衛隊が処理する。

## 概要
不発弾処理は、民生支援の一環であり、1958年（昭和33年）改訂の自衛隊法附則において、防衛大臣の命により「当分の間」行うこととされている。陸上において不発弾が発見された場合、各都道府県警察本部長は、当該地域を管轄する師団長又は旅団長に処理を要請する（地域により、一部手順が異なる）。師団長又は旅団長は隷下の部隊に処理を命じるか、方面後方支援隊に処理を依頼する。北部方面隊と東北方面隊には不発弾処理隊がないため、師団又は旅団隷下の部隊が処理を行う。なお、海上における機雷等については、自衛隊法第84条の2に基づき、海上自衛隊が処理する。民生協力ではないが、航空自衛隊にも基地等において不発弾処理を専門とする隊員の配置がある。
具体的には爆弾を掘り出して信管を取り外し、安全を確保して演習場若しくは付近等に航行する船舶が無い安全が確保された海洋に搬送、爆破処理により廃棄する。ただし、不発弾の中には、発見された時点で既に信管が外れているなど、僅かな衝撃でも爆発する状態となっているものもある。このように動かすのが危険な不発弾は、発見現場で爆破させる事もある。その場合は周辺住民に避難命令を出し、防護壁を作るなど安全を確保した上で、遠隔爆破装置を取り付け、爆発させる。
自衛隊は設立以降、現在に至るまで多数の不発弾処理を行なっている。沖縄戦の影響から、第101不発弾処理隊の出動が多く、1972年（昭和47年）度から2024年（令和6年）7月までに39,964件/1,883tの処理を行なっている。沖縄以外では、東京大空襲の戦火にさらされた東京都や神奈川県での件数が多い。また、阪神・淡路大震災の際には大量の家屋倒壊に伴い1月24日～4月26日までの間に16件146発の不発弾が処理されている。
不発弾処理を行った場合の特殊勤務手当は1日当たりにつき10,400円と定められている。ただし、危険性の低いものについては1時間当たり750円が支給される。
陸上自衛隊において編成されている不発弾処理部隊（これに準ずるものを含む）は2024年（令和6年）3月現在、下記のとおりとなっている。隊員は武器科の職種が指定され、不発弾処理に従事する一定の教育を修了した隊員は「不発弾処理き章」を着用する。職種学校たる陸上自衛隊武器学校および教育支援部隊の武器教導隊・方面後方支援隊隷下の弾薬大隊（中隊）とともに武器科隊旗および隊章を武器科として着用する数少ない部隊のひとつである。
なお、近年の活動実績から処理対象が不発弾とは限らず名称が現状にそぐわないことから「爆発物処理隊」に改名される予定であり、陸上総隊隷下の中央即応連隊においても爆発装置処理隊が編成された。

### 不発弾処理隊の一覧

#### 陸上自衛隊
- 第101不発弾処理隊「101処理」（那覇駐屯地）西部方面隊第15旅団：1993年（平成5年）3月30日新編。
- 第102不発弾処理隊「102処理」（朝霞駐屯地）東部方面後方支援隊：
- 第103不発弾処理隊「103処理」（桂駐屯地）中部方面後方支援隊：
- 第104不発弾処理隊「104処理」（目達原駐屯地）西部方面後方支援隊：
- 中央即応連隊爆発装置処理隊「中即-処」（宇都宮駐屯地）陸上総隊：2019年（平成31年）3月26日新編。

#### 海上自衛隊
- 自衛艦隊掃海隊群
- 横須賀水中処分隊（横須賀基地）横須賀警備隊
- 呉水中処分隊（呉基地）呉警備隊
- 佐世保水中処分隊（佐世保基地）佐世保警備隊
- 舞鶴水中処分隊（舞鶴基地）舞鶴警備隊
- 大湊水中処分隊（大湊基地）大湊警備隊
- 沖縄水中処分隊（沖縄基地）沖縄基地隊
  - 水中処分員

#### 航空自衛隊
- 航空自衛隊第4補給処東北支処（東北町分屯基地）
- 整備補給群
  - 装備隊 武器小隊
- 基地業務群
  - 基地防空隊　等

## 近年における処理実績
| 不発弾処理の実施日 | 場所           | 不発弾の内容       | 備考                          |
| ------------------ | -------------- | ------------------ | ----------------------------- |
| 2013年7月28日      | 沖縄県宜野湾市 |                    | 1645人が避難                  |
| 2013年10月27日     | 東京都品川区   | 直径15cm,長さ55cm  | 付近の住民約1,150人が一時避難 |
| 2015年5月9日       | 大阪市浪速区   | 直径60cm,長さ180cm | 避難対象住民2200人            |
| 2019年6月23日      | 名古屋市千種区 | 直径35cm,長さ120cm | 避難対象住民3300人            |
| 2021年1月31日      | 安芸市東浜     | 直径44cm,長さ133cm | 避難対象住民500人             |
| 2022年4月24日      | 名古屋市中村区 | 直径36cm,長さ123cm | 避難対象住民951人             |
| 2022年7月24日      | 大阪府吹田市   | 直径60cm,長さ180cm | 避難対象住民約2,000人         |
| 2024年12月15日     | 名古屋市東区   | 直径36cm,長さ115cm | 避難対象住民約3,700人         |

## テレビ番組
- NHKスペシャル「不発弾処理 足下に潜む“脅威”」（2025年6月22日、NHK総合テレビ）[24][25]